# N-ベクトルモデル
n-ベクトルモデル（英: n-vector model）、あるいは、O(n) モデルは、統計力学的なモデルのひとつ。相転移、臨界現象、磁性などを説明するために用いられる、非常に単純化された（もしくは実効的な）モデルである。ユージン・スタンレーにより導入された。
n-ベクトルモデルやその一般化の数学的表式や解法については、ポッツモデル (Potts model) の記事に詳しい。

## 古典的表式
このモデルでは、格子点上に n 成分の（古典的な）スピン S→ を置く。もともとのユージン・スタンレーによる1968年の表式では、最近接のスピン S→i と S→j のみの間に相互作用があり（最近接相互作用）、スピンの絶対値は 1 に限られる。ハミルトニアンは以下のように与えられる。
{\displaystyle H=-J\sum _{\langle i,j\rangle }{\vec {S}}_{i}\cdot {\vec {S}}_{j}}.
ここで J は結合定数である。和は、隣接するスピン ⟨i, j⟩ のペアのすべてを渡り、· は標準的なユークリッド内積を表す。
スピンの次元は n であるが、格子空間の次元は n とは別に独立して決めることができる。
n-ベクトルモデルの特別の場合として、以下のものが特によく知られている。
n = 0 – 自己回避ランダムウォーク (Self-Avoiding Walks; SAW)
n = 1 – イジング模型
n = 2 – （古典）XY模型
n = 3 – （古典）ハイゼンベルク模型
n = 4 – 標準模型のヒッグスセクター (Higgs sector) のトイモデル

### モデルの拡張
このモデルのよくある拡張として、最近接格子点だけではなくより遠くの格子点との相互作用を考慮するモデルがある。これにより、結合定数が場所に依存するような場合もとりあつかうことができる。ハミルトニアンは i, j がそれぞれ格子点全体をわたるものとして以下のように与えられる。 
{\displaystyle H=\sum _{i,j}J_{ij}{\vec {S}}_{i}\cdot {\vec {S}}_{j}}
他にも、個々の特別の場合のモデルについて様々な拡張がある。

## 量子論的表式
量子論的表式ではスピンを古典的に取り扱うことはできず、スピン演算子により表現される量子スピンとして取り扱わなければならない。古典的表式との主な相違点は、 n 次元のスピン演算子同士は交換しないことである。以下の特別の場合が知られている。
n = 0 – 自己回避ランダムウォーク (Self-Avoiding Walks; SAW)
n = 1 – イジング模型
n = 2 – （量子）XY模型
n = 3 – （量子）ハイゼンベルク模型